# Mehmed Agha Silahdar Findiklili
Mehmed Agha Silahdar Findiklili (8 de desembre de 1658 -1726/1727) fou un historiador otomà. Va servir en diversos càrrecs a l'administració i va participar en alguna campanya (la de Viena de 1683) ascendint després i ocupant càrrecs importants fins a arribar a silahdar l'agost del 1703 sota Ahmet III. El febrer de 1704 fou nomenat silahdar un protegit del sultà, i llavors es va retirar rebutjant un govern provincial i el rang de visir (però va acceptar una pensió). Va escriure una crònica de la història otomana del 1655-1721 (repartit en dos volums: Dheyl-i Fedhleke del 1655 al 1695 i Nusret Name del 1695 al 1721).